# Zebradvärgspett
Zebradvärgspett (Picumnus cirratus) är en fågel i familjen hackspettar inom ordningen hackspettartade fåglar.

## Utseende och läte
Zebradvärgspetten är en mycket liten hackspett med kort näbb och kort stjärt. Ryggen är olivbrun och främre delen kraftigt tvärbandad. Stjärten är svart med en vit strimma centralt. Hjässan är vitfläckad, med rött i pannan hos hanen och svart hos honan. Sången består av en snabb drill.

## Utbredning och systematik
Zebradvärgspett delas in i sex underarter:
- macconnelli/confusus-gruppen
  - Picumnus cirratus macconnelli – förekommer i nordöstra Brasilien (östra Amazonas flodområde och västra till nedre Rio Tapajós)
  - Picumnus cirratus confusus – förekommer i sydvästra Guyana, längst i norra Brasilien (östra Roraima) och Franska Guyana
- cirratus-gruppen
  - Picumnus cirratus cirratus – förekommer från sydöstra Brasilien (Minas Gerais från Paraná) till östra Paraguay
  - Picumnus cirratus pilcomayensis – förekommer från sydöstra Bolivia och Paraguay till norra Argentina
  - Picumnus cirratus tucumanus – förekommer i norra Argentina (västra Salta till La Rioja)
  - Picumnus cirratus thamnophiloides – förekommer i Anderna i sydöstra Bolivia (Chuquisaca) till nordväst Argentina (norra Salta)

## Levnadssätt
Zebradvärgspetten hittas i skogsmarker, skogsbryn, ungskog och flodnära skogar.

## Status och hot
Arten har ett stort utbredningsområde, men tros minska i antal, dock inte tillräckligt kraftigt för att den ska betraktas som hotad. Internationella naturvårdsunionen IUCN listar arten som livskraftig (LC).